# Лексовии
Лексовиите (на латински: Lexovii; на гръцки: Страбон; Ληξόβιοι; Ληξούβιοι) са келтско племе в Галия, в Нормандия.
През 56 пр.н.е. Юлий Цезар изпраща Квинт Титурий Сабин да се бие с лексовиите, кориосолитите и венелите. Той разгромява Виридовикс и ги подчинява с три легиона.